# Engelbrechtsmühle
Engelbrechtsmühle ist ein Gemeindeteil von Markt Indersdorf im oberbayerischen Landkreis Dachau. Die Einöde liegt circa eineinhalb Kilometer nordöstlich von Indersdorf.
Der Ort wurde 1273 als „Engelprehtsmül“ erstmals erwähnt.